# Fivemile Rock
Der Fivemile Rock (englisch für Fünf-Meilen-Felsen) ist ein 375 m hoher Nunatak im Norden des Grahamlands auf der Antarktischen Halbinsel. Auf der Tabarin-Halbinsel ragt er nordwestlich des Mineral Hill auf.
Der Falkland Islands Dependencies Survey kartierte ihn im Jahr 1946 und nochmals 1956. Namensgebend ist der Umstand, dass dieser Nunatak auf dem Weg zur Duse Bay rund 5 Meilen (umgerechnet 8 km) von der Station des Survey in der Hope Bay entfernt liegt.